# Orgellandschaft Dänemark

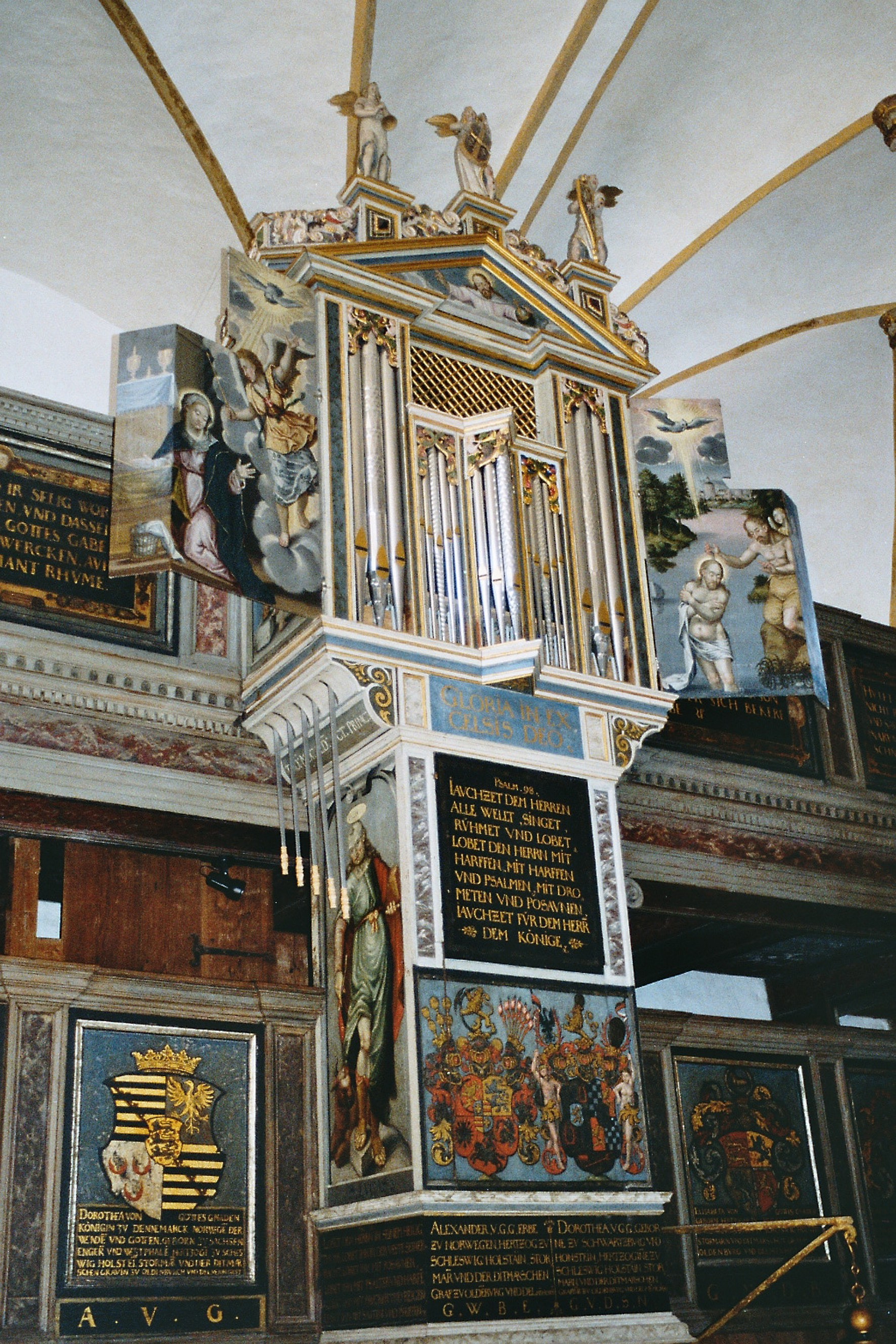
Die Renaissance-Orgel in der Sonderburger Schlosskapelle

Die Orgellandschaft Dänemark wurde, nach Anfängen im Hoch- und Spätmittelalter, im 16. und 17. Jahrhundert zunächst von eingewanderten niederländischen und deutschen Orgelbauern geprägt. Seit dem 18. Jahrhundert gab es zunehmend einheimische Orgelbauer, von denen die Firma Marcussen & Søn heute die bekannteste ist. Seit Mitte des 20. Jahrhunderts setzte der dänische Orgelbau mit neobarocken Schleifladenorgeln und Prospekten europaweit Impulse. Heute gibt es in den Kirchen Dänemarks ca. 2700 Pfeifenorgeln, wobei private Instrumente sowie die Orgeln in Grönland und auf den Färöern nicht mitgerechnet sind.

## Älteste erhaltene Orgelteile und Orgeln

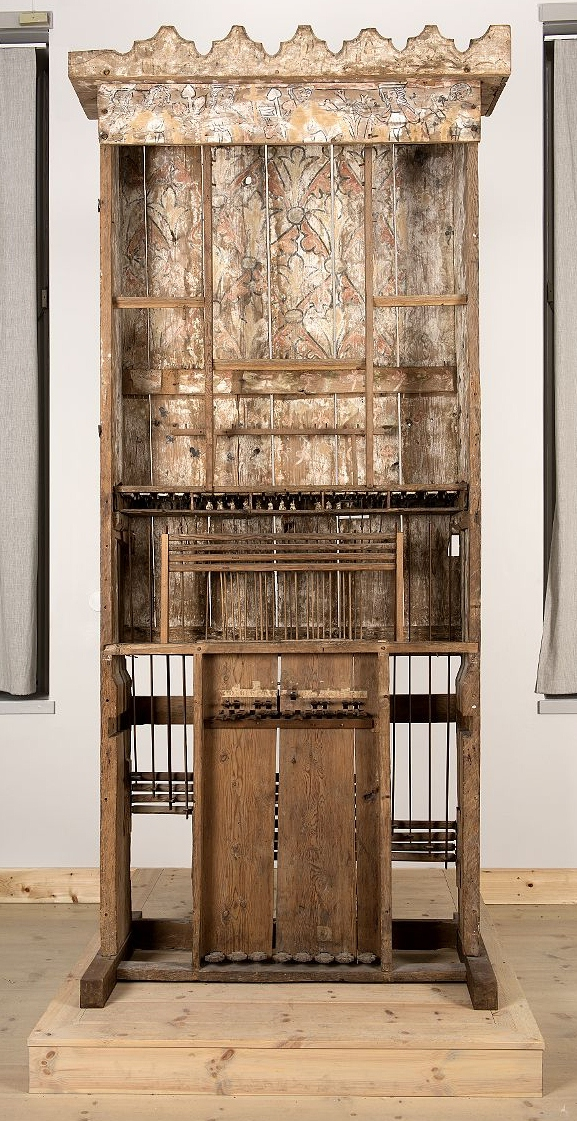
Die Norrlandaorgel. Überrest eines Blockwerks aus dem damals dänischen Gotland von ca. 1370–1430.

Die ältesten dänischen Orgelteile (aus einem heute nicht mehr dänischen Territorium) sind ein Orgelgehäuse (ohne erhaltene mechanische Teile) aus der Kirche von Sundre (1370) und ein Blockwerk aus der Kirche von Norrlanda (ca. 1370–1430), beide auf der Insel Gotland (heute Schweden) gelegen. Zum Zeitpunkt der Anfertigung und der Verwendung dieser Orgeln war Gotland dänisch (von 1361 bis 1645). Die Überreste beider Orgeln befinden sich heute im Staatlichen Historischen Museum in Stockholm (siehe auch: Orgeln im Historischen Museum Stockholm).
Bei der Norrlanda-Orgel handelt es sich um ein 4- bis 6-faches Blockwerk samt Lade, Mechanik und Gehäuse. Bälge und Pfeifenwerk sind nicht mehr erhalten, doch befinden sich auf der Ladenoberfläche Zirkelrisse für einen Teil der Pfeifen. So lassen sich die Mensuren noch ableiten. Eine Rekonstruktion dieser Blockwerk-Orgel mit Pfeifen, erbaut von Firma Hoffmann in Zusammenarbeit mit dem dänischen Orgelhistoriker Mads Kjersgaard, ist im Orgelbaumuseum in Ostheim/Rhön aufgestellt. Die Norrlandaorgel hat eine Manualklaviatur mit Ober- und Untertasten und einem Umfang von 22 Tönen (c1–a2) und ein Pedal mit acht Tönen der nächsttieferen Oktave, bei dem die drei tiefsten Töne bereits akustisch durch Kombinationstöne erzeugt werden. Im Falle einer Frühdatierung der Orgel (um 1370) wird als Erbauer ein Orgelbaumeister Werner aus dem Brandenburgischen vermutet, der auch die Orgel in Sundre auf Gotland erbaut hat.
Die ältesten dänischen Orgelteile auf heute noch dänischem Territorium befinden sich in der zweimanualigen, pedallosen Renaissance-Orgel des Sonderburger Schlosses (II/14). Das Oberwerk wurde um 1570 wahrscheinlich von dem niederländischen Orgelbauer Hermann Raphael Rodensteen erbaut, ein zweites Manual wurde 1626 ergänzt. Erhalten sind u. a. das Gehäuse mit Flügeltüren sowie Teile der Pfeifenstöcke, Schleifen, Kanzellen und Windladen. Das originale Pfeifenwerk wurde wohl 1840 gestohlen. Der Orgelbauer und Orgelhistoriker Mads Kjersgaard rekonstruierte das Instrument 1995/96 und machte es mit neuen Pfeifen wieder spielbar.
Weiter ist die Orgel von Schloss Frederiksborg (II/P/27) zu nennen, die 1605/1610 von dem deutschen Orgelbauer Esaias Compenius dem Älteren erbaut und 1617 ins Schloss Frederiksborg gebracht wurde. Sie enthält ausschließlich Holzpfeifen, ist bis heute unverändert erhalten und stellt ein herausragendes Beispiel einer Kammerorgel an der Schwelle von der Renaissance zum Frühbarock dar.
Die älteste dänische Kirchenorgel, die noch in Gebrauch ist und acht originale Pfeifenreihen besitzt, ist die Orgel der Kirche von Møgeltønder (deutsch: Mögeltondern, Nordschleswig). 1679 (oder eventuell schon 1674) wurde sie vermutlich von dem deutschen Orgelbauer Joachim Richborn erbaut (ursprünglich I/p/10 mit angehängtem Pedal). Rudolf von Beckerath restaurierte die Orgel 1957 und ergänzte dabei ein Rückpositiv mit acht und ein selbstständiges Pedal mit sieben Registern.

## Geschichte

### Anfänge bis 16. Jahrhundert
1237 wird erstmals eine Orgel auf damals dänischem Grund erwähnt, und zwar im Dom zu Lund in der Provinz Schonen (dänisch bis 1658). Die Quellen zur Frühzeit des Orgelbaus in Dänemark sind jedoch recht spärlich. Im 16. Jahrhundert arbeiteten vor allem niederländische Orgelbauer in Dänemark, neben dem schon erwähnten H. R. Rodensteen auch Hans Brebus († 1603), der 1570 königlicher Orgelbauer in Kopenhagen wurde. In der Sankt-Peterskirche in Næstved erbaute er 1586 die einzige dänische Schwalbennestorgel, die 2016 von dem deutschen Orgelbauer Gerhard Grenzing im erhaltenen Prospekt rekonstruiert wurde (II/p/17).

### 17. und 18. Jahrhundert

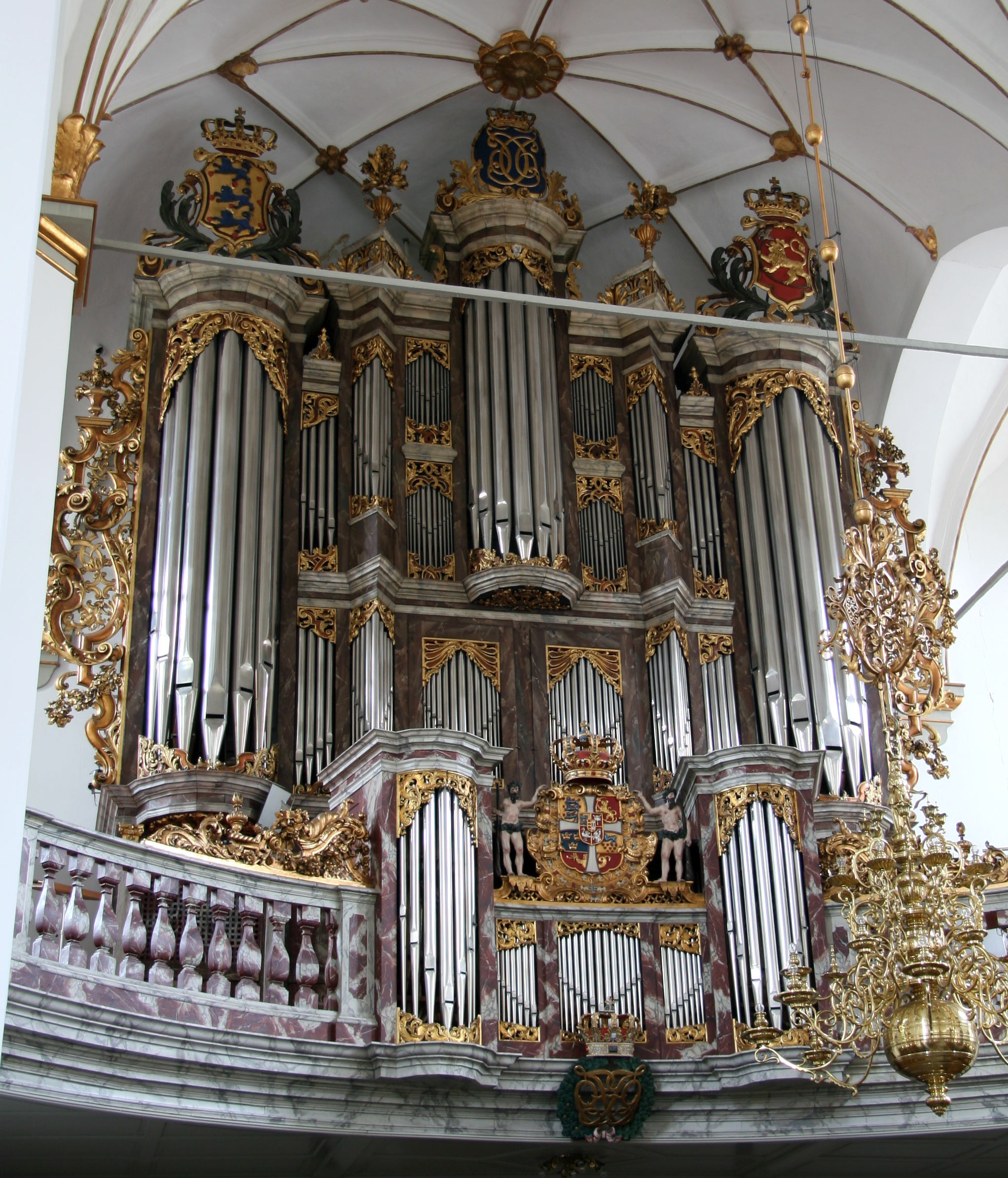
Trinitatiskirche, Kopenhagen, Orgelprospekt von Lambert Daniel Kastens 1731

In der ersten Hälfte des 17. Jahrhunderts wirkten die deutschen Orgelbauer Nikolaus Maaß und sein Schüler Johan Lorentz der Ältere in Dänemark. Der Typus der norddeutschen Werkorgel wurde von Hans Christoph Fritzsche (um 1615–1674) in Dänemark eingeführt, einem Sohn von Gottfried Fritzsche. Von 1653 bis 1669 in Dänemark tätig, baute H. C. Fritzsche als erstes ein großes Instrument in der Trinitatiskirche von Kopenhagen (1655, III/P/42). H. C. Fritzsches Klangkonzept wurde von dänischen Orgelbauern wie den Brüdern Johann und Peter Petersen Botzen (gest. 1719 bzw. 1711) übernommen; außerdem brachte sein Schüler Hans Henric Cahman (um 1640–1699) den Werkorgelbau nach Schweden, wo Cahman bis heute als „Vater des schwedischen Orgelbaus“ gilt. Arp Schnitgers Schule gelangte mit dessen Schüler Lambert Daniel Kastens (1690–1744) nach Dänemark. Kastens kam 1722 nach Kopenhagen und erhielt am 7. Juni 1728 ein königlich dänisches Orgelbauprivileg. Kaum ein halbes Jahr später, vom 20. bis 23. Oktober 1728, legte ein großer Stadtbrand mehrere Kopenhagener Kirchen in Schutt und Asche, so dass es Kastens in der Folgezeit an Aufträgen nicht fehlte. Er baute viele seinerzeit hoch geschätzte Werkorgeln, von denen heute allerdings nur noch Prospekte und einzelne Register erhalten sind. Kastens’ Tradition wurde von seinem Schüler Hartvig Jochum Müller (ca. 1716–1793) und seinem Enkelschüler Amdi Worm (1722–1791) weitergeführt.
In den letzten Jahren des 18. Jahrhunderts reiste der süddeutsche Organist und Komponist Abbé Vogler durch Dänemark und beeindruckte auch dort das Publikum mit seinen Tonmalereien auf der Orgel. Nils Friis charakterisiert Vogler als merkwürdige Mischung aus Genie, Phantast und Schwindler; als letzterer habe er sich vor allem in Dänemark erwiesen. Vogler, der sich auch als Orgelbauer betätigte, kassierte nämlich hohe Geldbeträge, um die Orgeln dänischer Kirchen mit seinem „Simplifikationssystem“ zu verbessern. Dieses bestand vor allem darin, dass er die Pfeifen gleicher Registergruppen (Prinzipale, Flöten, Zungen) möglichst in einem eigenen Manual zusammenfasste. Nachdem Vogler so bereits die Orgeln der Erlöserkirche und der Christianskirche in Kopenhagen „umgeschaffen“ hatte, entfernte er 1799 bei derselben Prozedur aus der Orgel der Domkirche in Viborg vier Register, vor allem Mixturen, und versprach fest, dafür andere Stimmen einzubauen, doch reiste er ab und ward nicht mehr gesehen.

### 19. Jahrhundert
1806 wurde das Orgelbauunternehmen Marcussen (später: Marcussen & Søn) gegründet, zunächst in Vester Sottrup, seit 1830 in Aabenraa (Nordschleswig) ansässig. Bereits deren erster größerer Neubau, eine Orgel für die Kirche von Sieseby (1819; II/P/17), enthielt grundlegende technische Innovationen: Ein neu entwickelter Kastenbalg regulierte den Wind gleichmäßig und ein in diesem Umfang neuartiges Transmissionssystem machte viele Register des Hauptwerks, nach unten bzw. oben oktavversetzt, auch im Pedal und im Oberwerk spielbar. Die Orgel steht seit 1986 restauriert in einem Seitenschiff des Domes zu Hadersleben. Durch den Deutsch-Dänischen Krieg von 1864 kam Marcussens Firmensitz, die Stadt Aabenraa (deutsch: Apenrade), an Preußen und 1871 ans Deutsche Reich; so waren Marcussen & Sohn von 1864/1871 bis zur Abstimmung von 1920 ein deutsches Orgelbauunternehmen. Entsprechend stark wirkte die Firma schon im 19. Jahrhundert nach Deutschland hinein und war in der schleswig-holsteinischen Orgellandschaft für mehrere Jahrzehnte marktbeherrschend.

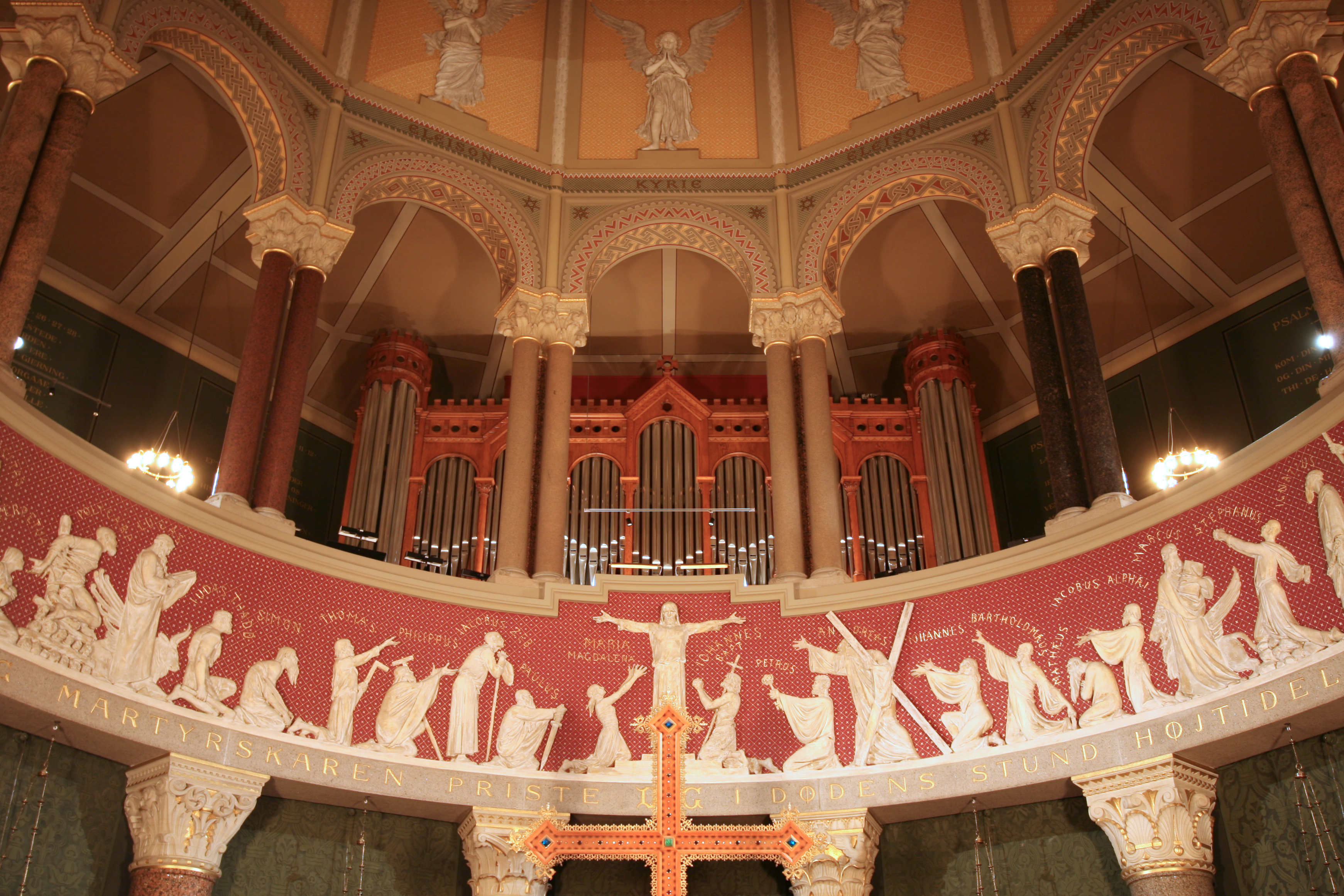
Blick auf die Cavaillé-Coll-Orgel in der Jesuskirche, Kopenhagen

Die wichtigsten dänischen Orgelbaufirmen der romantischen Epoche gingen auf Gründungen von Daniel Köhne (Kopenhagen 1855), Knud Olsen (Kopenhagen 1858) und Johan Andreas Demant (Aarhus 1860) zurück. Die endgültige Wende vom spätklassischen zum hochromantischen Orgelbau erfolgte mit dem Bau einer Cavaillé-Coll-Orgel in der Jesuskirche in Kopenhagen (1890; II/P/20). Der Bauherr der Kirche, der Carlsberg-Brauereibesitzer Carl Jacobsen, hatte auf seinen vielen Reisen nach Paris die französische Orgelromantik schätzen gelernt und bestellte darum für seine Kirche eine Orgel des damals führenden Orgelbauers Aristide Cavaillé-Coll. Insgesamt blieb der Beitrag ausländischer romantischer Orgelbauer jedoch gering; so ist auch das Instrument der Jesuskirche die einzige Cavaillé-Coll-Orgel in Skandinavien geblieben. Die großen romantischen Orgeln dänischer Orgelbauer sind im 20. Jahrhundert alle umgebaut oder ersetzt worden; das größte noch original erhaltene Instrument ist das der Jerusalemskirche in Kopenhagen (Frobenius, 1916; IV/P/35), das zugleich die erste dänische Orgel mit elektropneumatischer Traktur ist.

### 20. und 21. Jahrhundert
Die Ideen der Orgelbewegung wurden in Dänemark bereits in den 1920er Jahren aufgegriffen. Die Firma Marcussen & Søn, damals geleitet vom jungen Sybrand Zachariassen (1900–1960), baute 1928–1931 in der Nikolaikirche von Kopenhagen eine dreimanualige Orgel mit Schleifladen, mechanischer Traktur und neobarocker Disposition. Der deutsche Orgelreformer Hans Henny Jahnn lebte 1934–1946 im selbstgewählten Exil auf der dänischen Insel Bornholm und arbeitete mit der Orgelbaufirma Frobenius im Sinne der Orgelbewegung zusammen. Daher waren die Firmen Marcussen und Frobenius nach dem Zweiten Weltkrieg deutschen und niederländischen Orgelbauern weit voraus und gaben ihnen in den 1950er Jahren wichtige Impulse für die Konstruktion und Intonation mechanischer Schleifladenorgeln.

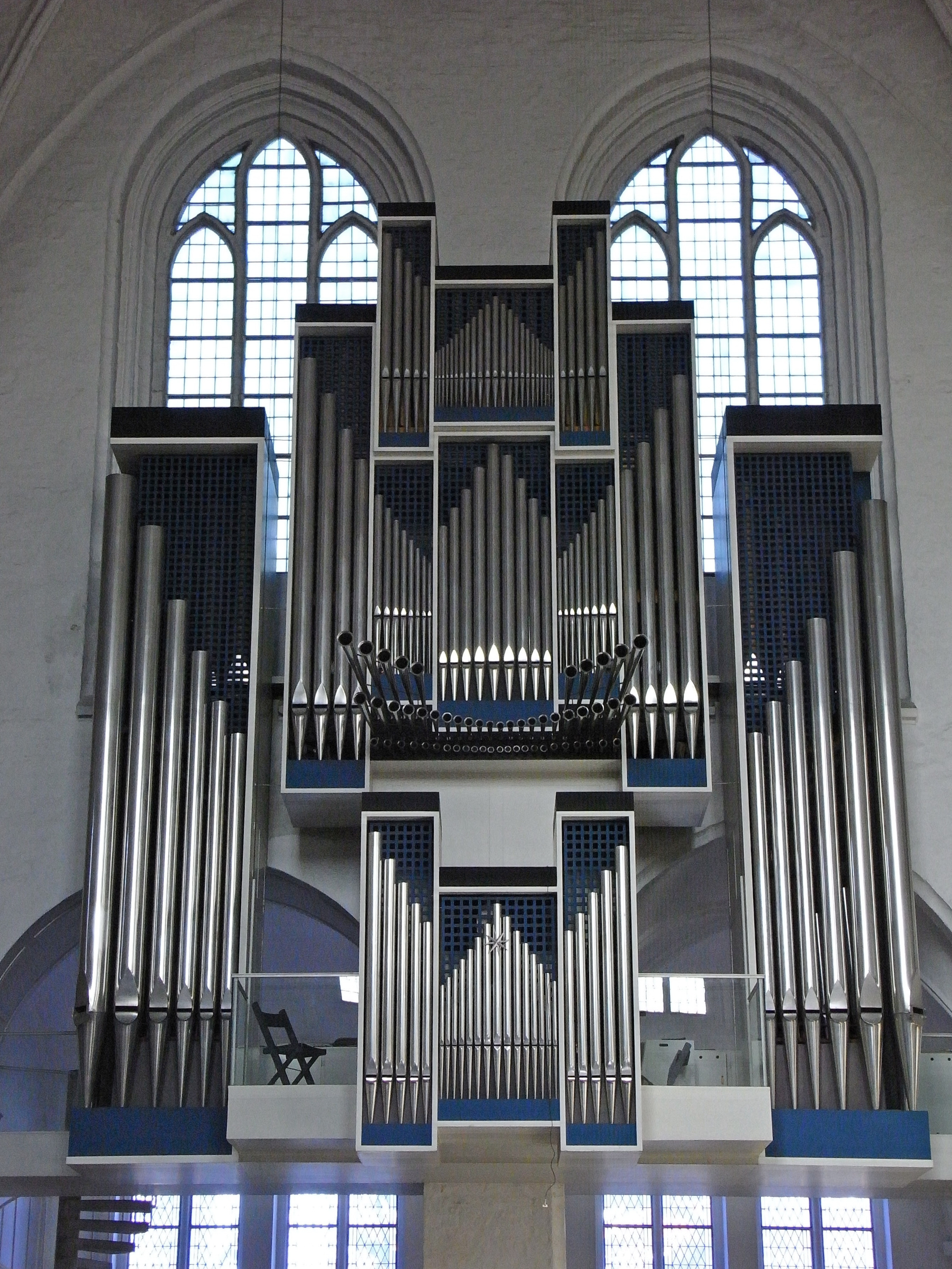
Prospekt der Lübecker Domorgel (Marcussen, 1970)

Zudem erkannte Sybrand Zachariassen bereits in den 1930er Jahren die Nachteile der damals gern gebauten Freipfeifenprospekte: Sie vermindern den Anteil des Direktschalls, der beim Hörer ankommt, zugunsten des vielfach reflektierten und verzögerten Nachhalls. Ein Orgelgehäuse strahlt demgegenüber den Schall gesammelt in Richtung des Hörers ab, was der Klarheit und Durchhörbarkeit der Musik zugutekommt. Daher entwickelte Zachariassen in Zusammenarbeit mit dem Architekten Kaare Klint einen funktionalen Werkprospekt mit Gehäusekästen für die einzelnen Teilwerke, aber im Vergleich zur Barockzeit schmucklos und ohne Ornamentik, so erstmals beim Bau der Chororgel der Grundtvigskirche von Kopenhagen (1940). Dadurch wurden Marcussen-Orgeln nach dem Zweiten Weltkrieg europaweit zum gestalterischen Vorbild. Die Firma Marcussen hielt an ihren Prinzipien über Jahrzehnte fest, z. B. auch bei ihrem Orgelgehäuse im Lübecker Dom (1970; III/P/47).
Im dänischen Orgelbau bildeten sich bald zwei Richtungen heraus: Einige Orgelbauer wie Marcussen folgten noch streng dem neobarocken Ideal, als andere Firmen wie Frobenius bereits einen „Mischorgeltyp“ mit romantischem Schwellwerk favorisierten, der auch die Interpretation jüngerer Orgelmusik zuließ. So erbaute Frobenius seit 1928 die größte dänische Kirchenorgel im Dom zu Aarhus (V/P/89), beließ dabei aber auch Register aus dem romantischen Vorgängerinstrument. Inzwischen ist auch die Firma Marcussen & Søn zum Bau von Universalorgeln übergegangen und erbaute z. B. in diesem Stil eine große Orgel im Dom von Kopenhagen (Vor Frue Kirke) (1995; V/P/87).
Die größte dänische Orgel befindet sich im Konzertsaal von Danmarks Radio und wurde von dem niederländischen Orgelbauunternehmen van den Heuvel im französisch-symphonischen Stil erbaut (2009; IV/P/91). Das Instrument ist eine von sechs großen dänischen Konzertsaalorgeln; die anderen befinden sich im Konzertsaal des Musikkonservatoriums Kopenhagen (Marcussen & søn, 1946; IV/P/86); im Odense koncerthus (Marcussen & søn, 1982; III/P/46); in Esbjerg im Konzertsaal des Syddansk Musikkonservatoriums (Marcussen & søn, 2002; III/P/43); im Aarhus Musikhus (Klais, 2010; III/P/47) und im Musikkens Hus in Aalborg (Marcussen & søn, 1982; IV/P/73).
Im Zuge des Aufschwungs, den der dänische Orgelbau nach dem Zweiten Weltkrieg nahm, wurden auch einige Orgelbauunternehmen neu gegründet. Die namhaftesten davon sind: Bruhn & søn (in Årslev-Rødekro, seit 1954) und Poul-Gerhard Andersen (in Ølstykke bei Kopenhagen, seit 1963); beide sind aus der Marcussen-Tradition hervorgegangen und fusionierten 1995 zu P. G. Andersen & Bruhn. Weiter entstanden die Orgelbauunternehmen von Bruno Christensen & sønner (in Tinglev 1966) und Gunnar Fabricius Husted (in Liseleje 1972). Schließlich gründeten sich Jensen & Thomsen (in Hillerød 1967) und Carsten Lunds Orgelbauwerkstatt (in Birkerød 1966), die 1996 bzw. 2010 von Frobenius übernommen wurden.
In Nysted auf der Insel Lolland eröffnete 2019 ein privates Orgelmuseum, das auf kleinere mechanische Orgeln des 19. und 20. Jahrhunderts spezialisiert ist.